# Michal Gottwald
Michal Gottwald (* 17. září 1969) je bývalý český fotbalista, záložník. Po skončení aktivní kariéry působí jako trenér mládeže ve sportovním klubu SK Louky z.s.

## Fotbalová kariéra
Hrál za SK Sigma Olomouc, Svit Zlín a SK Hanácká Slavia Kroměříž. V Poháru UEFA nastoupil za Olomouc v 8 utkáních a dal 1 gól. V Poháru UEFA si zahrál proti slavnému Realu Madrid. Později hrál MSFL v Uherském Brodě, poté krajský přebor za Vizovice a nakonec za Provodov.